# عبدالکریم شرعی
عبدالکریم شرعی (۱۳۲۸ داراب-) نماینده مردم حوزه انتخابیه داراب و زرین دشت در اولین دوره مجلس شورای اسلامی بود.
محمدعلی شرعی نماینده اسبق قم در دوره‌های ۳ و ۴ مجلس شورای اسلامی برادر وی می‌باشد.